# Onthophagus collaris
Onthophagus collaris är en skalbaggsart som beskrevs av Kabakov 1983. Onthophagus collaris ingår i släktet Onthophagus och familjen bladhorningar. Inga underarter finns listade i Catalogue of Life.